# Fissurella
Fissurella es un género de moluscos gasterópodos marinos de tamaño pequeño a mediano. Se las conoce también de forma coloquial como las lapas ojo de cerradura.

## Descripción
El tamaño del cuerpo no supera o supera marginalmente al de la concha. La placa radular exterior tiene cuatro cúspides. El propodio, esto es, el extremo anterior del pie, carece de tentáculos.
Los organismos de este género se caracterizan por tener una concha dorsal tipo pateliforme con una abertura para el flujo del agua exhalante. La concha no tiene enroscamiento -a diferencia de la gran mayoría de los gasterópodos- y es bilateralmente simétrica.

## Ecología
Como todos los demás fisurélidos, las especies de Fissurella son herbívoras y usan la rádula para raspar las algas de la superficie de las rocas. El agua para la respiración y la excreción se introduce por debajo del borde de la concha y sale por el orificio apical ubicado en la parte superior.

## Especies
Según el Registro Mundial de Especies Marinas (WoRMS), las siguientes especies con nombres aceptados están incluidas dentro del género Fissurella:
- Fissurella afra Quoy & Gaimard, 1834

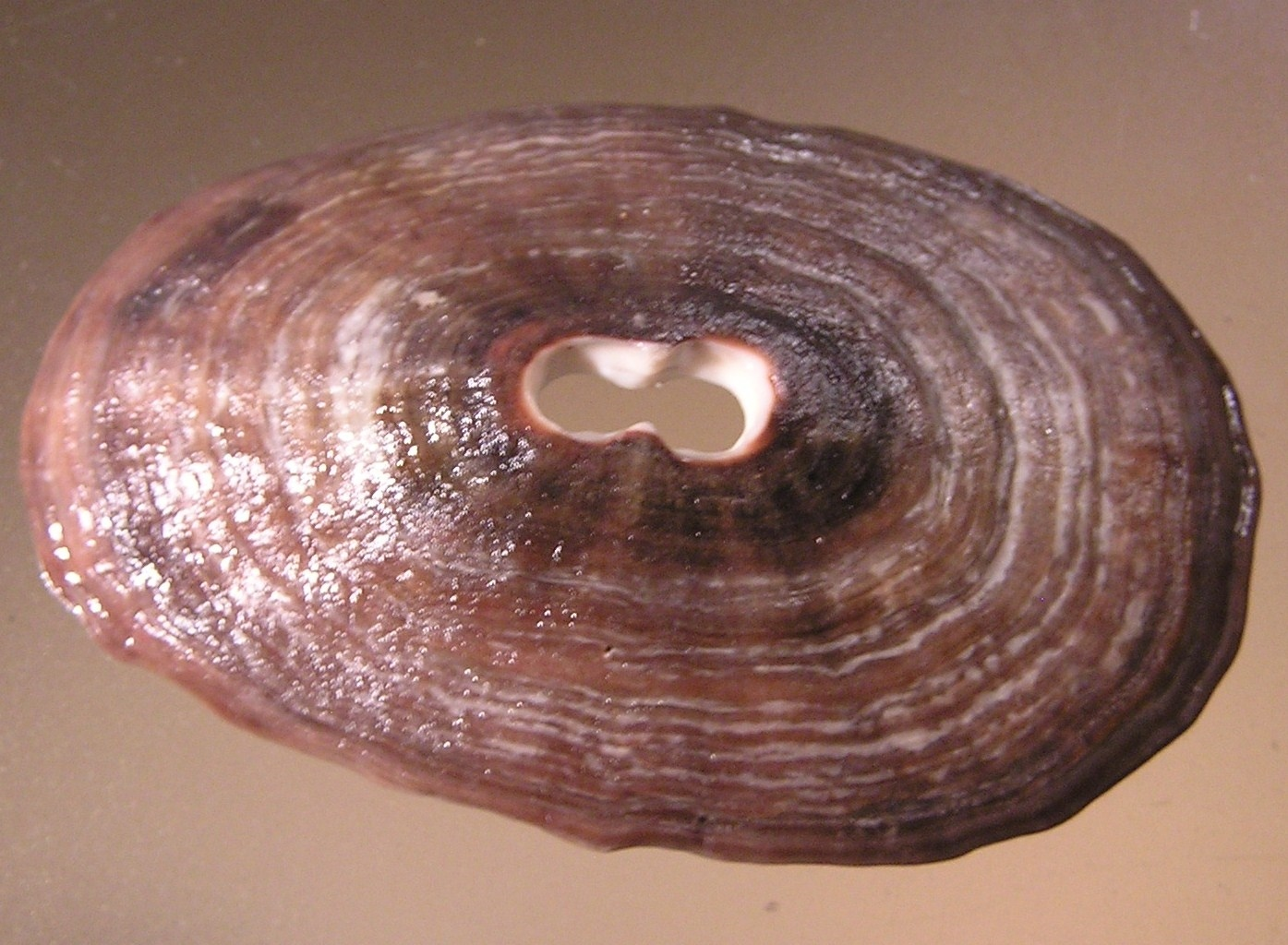
Fissurella crasa

- Fissurella alabastrites Reeve, 1849
- † Fissurella altior Meyer & Aldrich, 1896
- Fissurella angusta (Gmelin, 1791)
- † Fissurella apicifera Lozouet, 1999
- Fissurella asperella Sowerby, 1835
- Fissurella barbadensis (Gmelin, 1791)
- Fissurella barbouri Pérez Farfante, 1943
- Fissurella bravensis F. Salvat, 1967
- Fissurella bridgesii Reeve, 1849
- Fissurella clenchi Pérez Farfante, 1943 Fissurella latimarginata

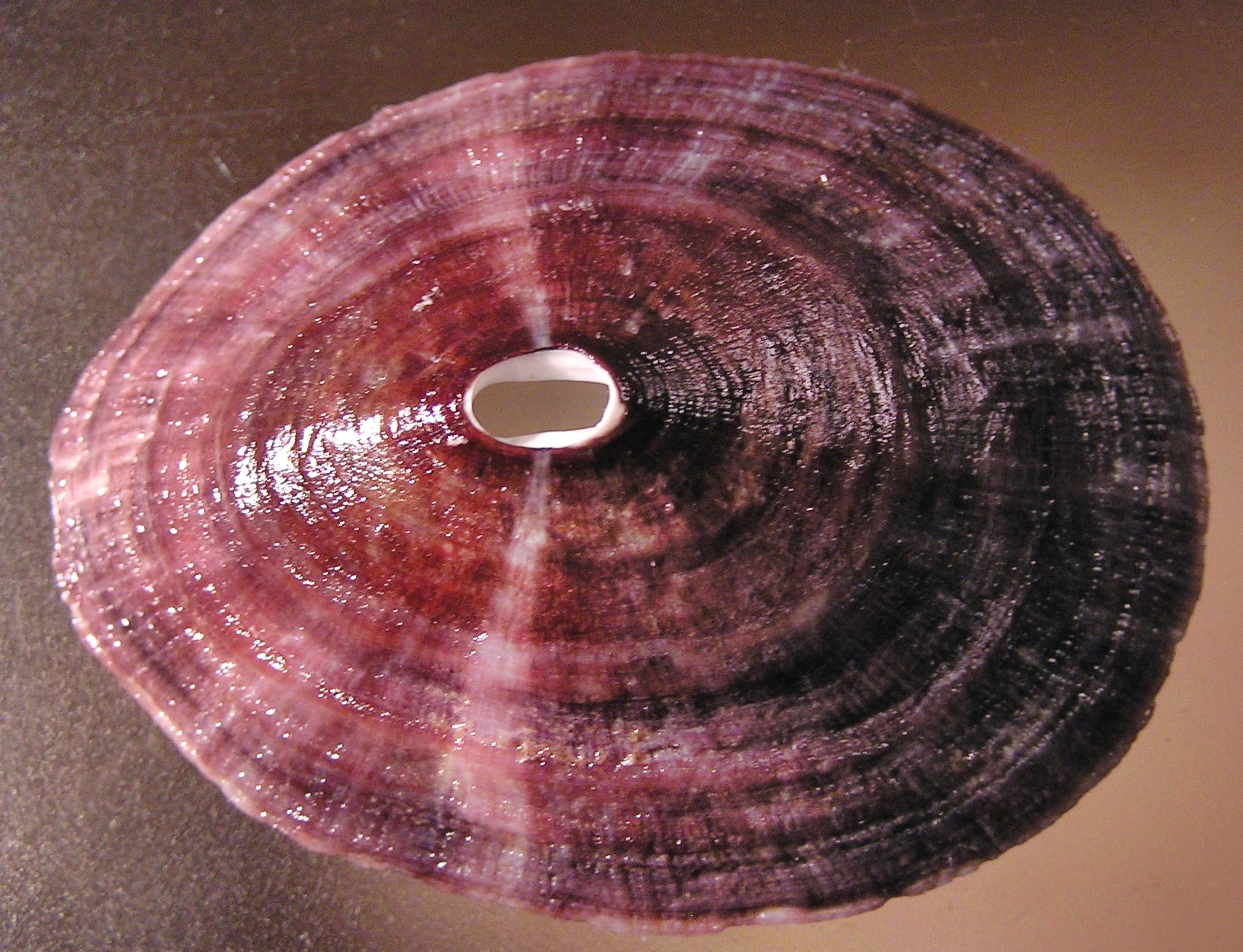
Fissurella latimarginata

- Fissurella coarctata King & Broderip, 1831
- Fissurella costaria Deshayes, 1824
- Fissurella costata Lesson, 1830
- Fissurella crassa Lamarck, 1822
- Fissurella cumingi Reeve, 1849
- Fissurella cyathulum Reeve, 1850
- Fissurella decemcostata F. S. Mclean, 1970
- Fissurella deroyae F. S. Mclean, 1970
- Fissurella emmanuelae Métivier, 1970
- Fissurella fascicularis Lamarck, 1822 Fissurella maxima

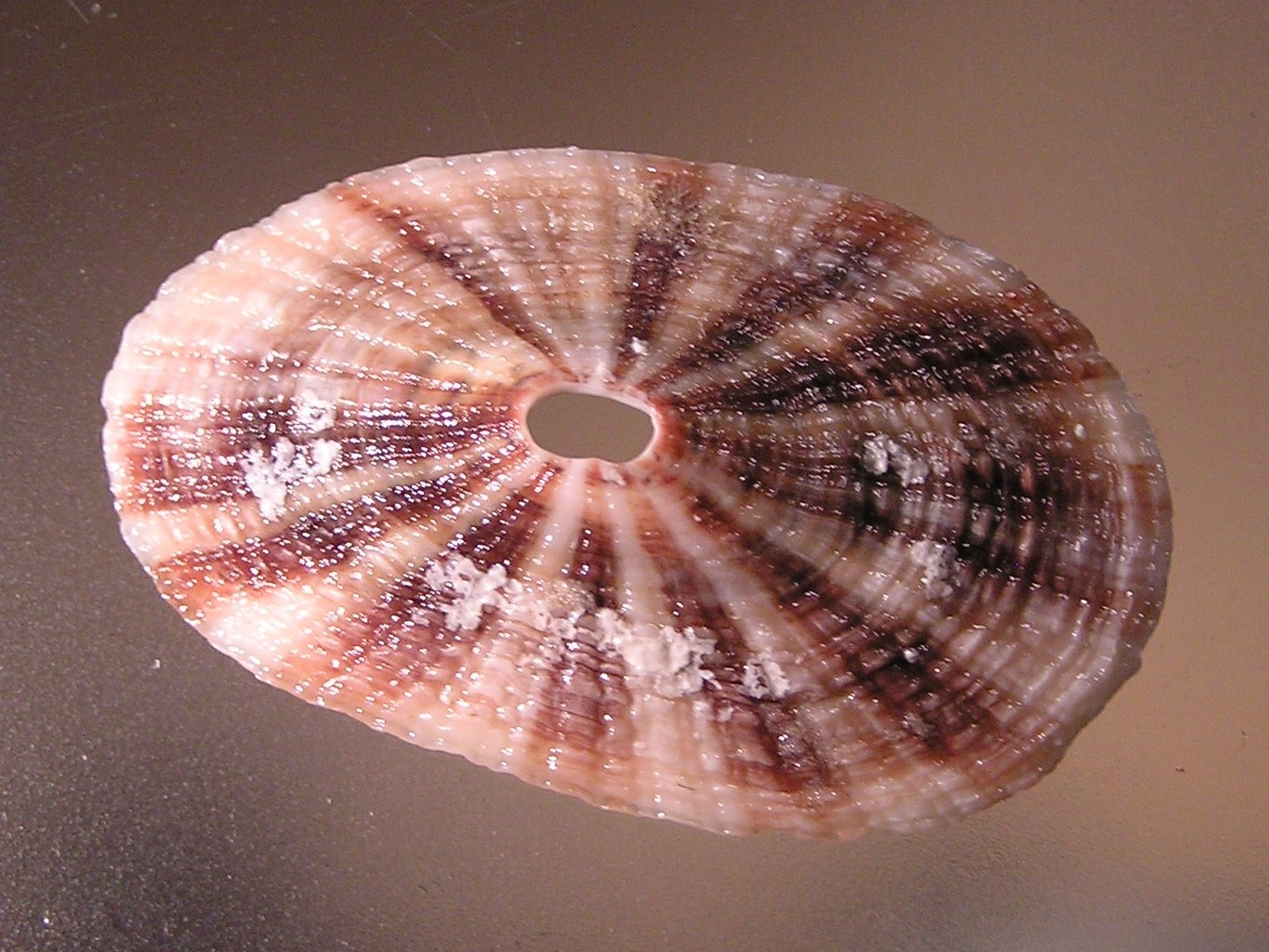
Fissurella maxima

- Fissurella fischeri F. Salvat, 1967
- Fissurella formosa F. Salvat, 1967
- Fissurella gaillardi F. Salvat, 1967
- Fissurella gemmata Menke. , 1847
- Fissurella hendrickxi Suárez-Mozo & Geiger, 2017
- Fissurella latimarginata Sowerby, 1835
- Fissurella limbata Sowerby I, 1835
- Fissurella longifissa Sowerby, 1862
- Fissurella macrotrema Sowerby, 1835[4]
- Fissurella maxima Sowerby I, 1835
- Fissurella mesoatlantica Simone, 2008
- Fissurella microtrema Sowerby, 1835 Fissurella radiosa tixierae, vista apical

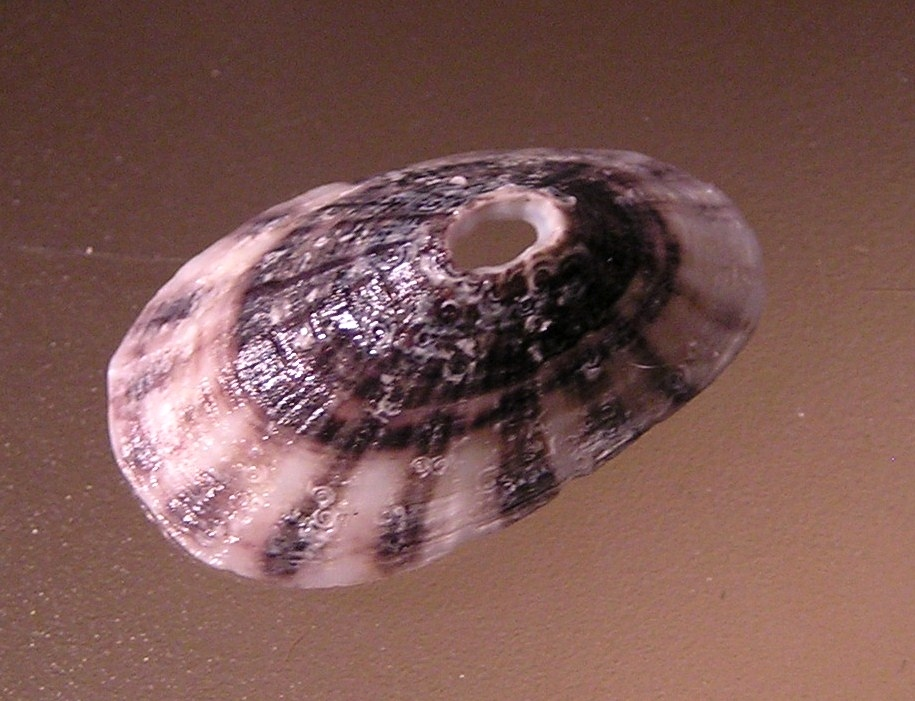
Fissurella radiosa tixierae, vista apical

- Fissurella morrisoni F. S. Mclean, 1970
- Fissurella mutabilis Sowerby I, 1835
- Fissurella natalensis Krauss, 1848
- Fissurella nigra Lesson, 1831
- Fissurella nigrocincta Carpenter, 1856
- Fissurella nimbosa (Linnaeus, 1758)
- Fissurella nodosa (Born, 1778)
- Fissurella nubecula (Linnaeus, 1758)
- Fissurella obscura Sowerby I, 1835
- Fissurella oriens Sowerby I, 1835
- Fissurella peruviana Lamarck, 1822
  - Fissurella peruviana occidens A. A. Gould ,
- Fissurella picta (Gmelin, 1791)
- Fissurella pulchra Sowerby I, 1834
- Fissurella punctata Pérez Farfante, 1943 Fissurella rubropicta
- Fissurella radiosa Lesson, 1831

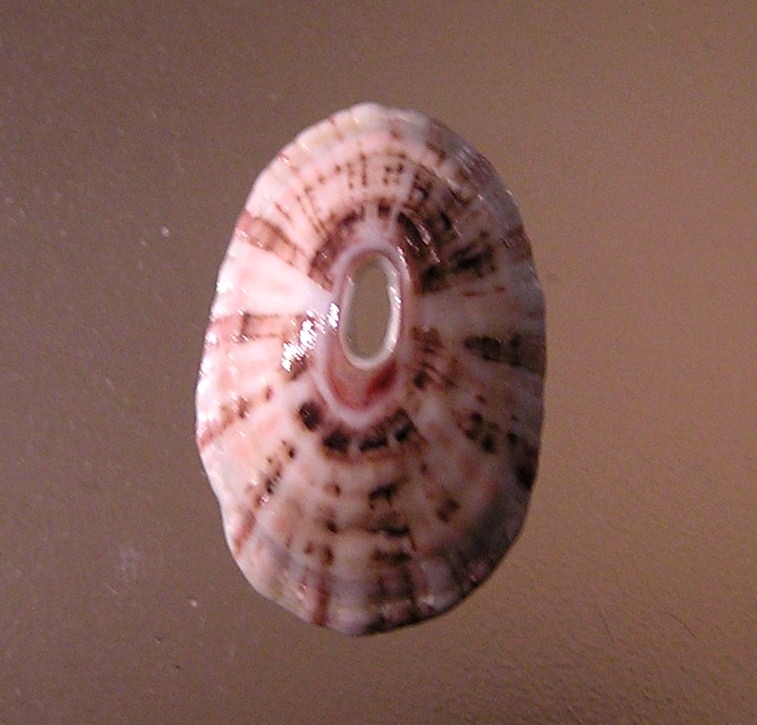
Fissurella rubropicta

  - Fissurella radiosa radiosa Lesson, 1831
  - Fissurella radiosa tixierae Métivier, 1969
- † Fissurella rixfordi Hertlein, 1928
- † Fissurella robusta Sowerby III, 1889
- Fissurella rosea (Gmelin, 1791)
- Fissurella rubropicta Pilsbry, 1890
- Fissurella salvatiana Christiaens, 1982
- Fissurella savignyi Pallary, 1926
- Fissurella schrammii Fischer, 1857
- Fissurella spongiosa Carpenter, 1857
- † Fissurella stantoni C. L. Powell & Geiger, 2019
- Fissurella subrostrata Sowerby I, 1835
- Fissurella vaillanti P. Fischer, 1865
- Fissurella verna Gould, 1846
- Fissurella virescens Sowerby I, 1835
- Fissurella volcano Reeve, 1849

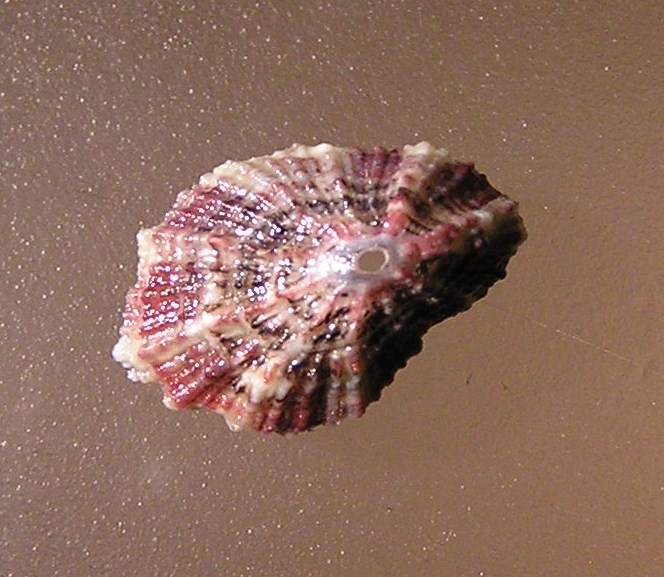
Fissurella virescens

A esta lista, se le puede agregar las siguientes especies presentes en Indo-Pacific Molluscan Database:
- Fissurella delicada Smith, 1899
- Fissurella excelsa Adams & Reeve, 1850
- Fissurella sibogae Schepman, 1908

Las siguientes especies también son mencionadas por Schooner specimen shells. Conviene aclarar que esta lista puede contener sinónimos.
- Fissurella gemmulata LA Reeve, 1850 Puerto Rico
- Fissurella glaucopsis LA Reeve, 1850 Cabo Verde
- Fissurella humphreysi LA Reeve, 1850 Cabo Verde
- Fissurella nodosa crusoe Pérez Farfante, Trinidad